# 秋田県公安委員会
秋田県公安委員会（あきたけんこうあんいいんかい）は、秋田県警察を管理するため秋田県知事所轄の下に設置される行政委員会である。3人の委員で組織される。所在地は秋田市山王4丁目1番5号である。

## 委員
- 委員長 - 渡部克宏（任期：2024年7月19日 - 2025年7月18日）[1]
- 委員
  - 遠藤優子（任期：2024年12月22日 - 2027年12月21日）[1]
  - 藤田貴子（任期：2024年7月5日 - 2025年12月25日）[1]

## 下部組織
- 秋田県警察